# X Games
O X Games é um evento anual de desportos radicais organizado, produzido e transmitido pela ESPN. A cobertura também é mostrada na rede irmã da ESPN, ABC. O primeiro X Games foi realizado durante o verão de 1995 em Rhode Island, e o primeiro de inverno em 1997 em Big Bear Lake. Este evento é considerado os "Jogos Olímpicos dos desportos radicais". O Winter X Games são realizados em Janeiro/Fevereiro (com mais frequência em Janeiro), e os Summer X Games são realizados em Julho/Agosto; ambos nos Estados Unidos.
Os desportistas competem por medalhas de Ouro,Prata e Bronze e prémios em dinheiro. As competições sempre trazem manobras novas como o "The 900" de Tony Hawk no skate vertical, Matheus Freixo com o primeiro "Double Frontflip" no BMX, o "Double Backflip" do Travis Pastrana no Freestyle Motocross, Torstein Horgmo's sendo o primeiro a acertar o "Triple Cork" no snowboard, Levi Lavallee com o "Double Backflip" na modalidade de Freestyle Snowcross, etc. O local do Winter X Games é em Aspen no Colorado, e do Summer X Games é em Los Angeles.

## Economia e Crescimento
Os X Games ganharam exposição nos media devido ao seu grande número de patrocinadores, atletas de primeira linha e bom atendimento aos fãs. De acordo com a ESPN (2008); o Winter X Games, quando foi inaugurado em 1997, foi televisionado para 198 países e 38 mil espectadores assistiram ao evento de quatro dias. Em 1998, a participação caiu para 25 mil espectadores. Mas só dois anos mais tarde, houve uma participação recorde de 83,5 mil espectadores.

## Histórico

### Summer X Games
- 1995: Extreme Games – Newport, Rhode Island e em Mount Snow, Vermont
  - 500,000 de público
- 1996: X Games II – Providence e em Newport, Rhode Island
  - 200,000 de público
- 1997: X Games III – San Diego, California (De 20 a 28 de Junho, 1997)
  - 221,200 de público
- 1998: X Games IV – San Diego, California (Junho 1998)
  - 233,000 de público
- 1999: X Games V – Pier 30 e 32, San Francisco, California (De 25 de Junho a 3 de Julho, 1999)
  - 275,000 de público
- 2000: X Games VI – Pier 30 e 32, San Francisco, California (De 17 a 22 de Agosto, 2000)
- 2001: X Games VII – First Union Center, Philadelphia, Pennsylvania (De 17 a 22 de Agosto, 2001)
  - 235,000 de público
- 2002: X Games VIII – First Union Center, Philadelphia, Pennsylvania (De 15 a 19 de Agosto, 2002)
- 2003: X Games IX – Staples Center e em LA Coliseum, Los Angeles, California (De 14 a 17 de Agosto, 2003)
- 2004: X Games X – Staples Center, Home Depot Center, Long Beach Marine Stadium, Los Angeles, California (De 5 a 8 de Agosto, 2004)
- 2005: X Games XI – Staples Center, Los Angeles, California (De 4 a 7 de Agosto, 2005)
- 2006: X Games XII – Staples Center, Home Depot Center e em Long Beach Marine Stadium, Los Angeles, California (De 3 a 6 de Agosto, 2006)
- 2007: X Games XIII – Staples Center, Home Depot Center e em Long Beach Marine Stadium, Los Angeles, California (De 2 a 5 de Agosto, 2007)
- 2008: X Games XIV – Los Angeles, California (De 31 de julho a 3 de Agosto, 2008)
- 2009: X Games XV – Los Angeles, California (De 30 de julho a 2 de Agosto, 2009)
- 2010: X Games XVI – Staples Center, Los Angeles Memorial Coliseum & LA Live, Los Angeles, California (De 29 de julho a 1 de Agosto, 2010)
- 2011: X Games XVII – Los Angeles, California (De 28 de julho a 31 de Julho, 2011)

### Winter X Games
- 1997: Winter X Games I, Big Bear Lake, California (De 30 de Janeiro a 30 de Fevereiro, 1997)
  - 29,800 de público
- 1998: Winter X Games II, Crested Butte, Colorado
  - 25,000 de público
- 1999: Winter X Games III, Crested Butte, Colorado
  - 30,000+ de público
- 2000: Winter X Games IV, Mount Snow, Vermont (De 3 a 6 de Fevereiro, 2000)
  - 83,500 de público
- 2001: Winter X Games V, Mount Snow, Vermont
  - 85,100 de público
- 2002: Winter X Games VI, Aspen, Colorado (De 1 a 5 de Fevereiro, 2002)
- 2003: Winter X Games VII, Aspen, Colorado (De 30 de Janeiro a 5 de  Fevereiro, 2003)
- 2004: Winter X Games VIII, Aspen, Colorado (De 22 a 25 de Janeiro, 2004)
- 2005: Winter X Games IX, Aspen, Colorado (De 29 de Janeiro a 1 de Fevereiro, 2005)
- 2006: Winter X Games X, Aspen, Colorado (De 28 a 31 de Janeiro, 2006)
- 2007: Winter X Games XI, Aspen, Colorado (De 25 a 28 de Janeiro, 2007)
- 2008: Winter X Games XII, Aspen, Colorado (De 24 a 27 de Janeiro, 2008)'
- 2009: Winter X Games XIII, Aspen, Colorado (De 22 a 25 de Janeiro, 2009)
- 2010: Winter X Games XIV, Aspen, Colorado (De 28 a 31 de Janeiro , 2010)
- 2011: Winter X Games XV, Aspen, Colorado (De 27 a 30 de Janeiro, 2011)

### Cidades-Sede
| Ano  | Verão                       | Inverno              | Ásia                   | Europa         |
| ---- | --------------------------- | -------------------- | ---------------------- | -------------- |
| 1995 | Newport & Mount Snow\|, USA | None held            | None held              | None held      |
| 1996 | Providence & Newport, USA   | None held            | None held              | None held      |
| 1997 | San Diego, USA              | Big Bear Lake, USA   | None held              | None held      |
| 1998 | San Diego, USA              | Crested Butte        | Phuket, Thailand       | None held      |
| 1999 | San Francisco, USA          | Crested Butte, USA   | Phuket, Thailand       | None held      |
| 2000 | San Francisco, USA          | Mount Snow, USA      | Phuket, Thailand       | None held      |
| 2001 | Philadelphia, USA           | Mount Snow, USA      | Phuket, Thailand       | None held      |
| 2002 | Philadelphia, USA           | Aspen, Colorado, USA | Kuala Lumpur, Malaysia | None held      |
| 2003 | Los Angeles                 | USA Aspen            | Kuala Lumpur, Malaysia | None held      |
| 2004 | Los Angeles, USA            | USA Aspen            | Kuala Lumpur, Malaysia | None held      |
| 2005 | Los Angeles, USA            | USA Aspen            | Seoul, South Korea     | None held      |
| 2006 | Los Angeles, USA            | USA Aspen            | Kuala Lumpur, Malaysia | None held      |
| 2007 | Los Angeles, USA            | USA Aspen            | Shanghai, China        | None held      |
| 2008 | Los Angeles, USA            | USA Aspen            | Shanghai, China        | None held      |
| 2009 | Los Angeles, USA            | USA Aspen            | Shanghai, China        | None held      |
| 2010 | Los Angeles, USA            | USA Aspen            | Shanghai, China        | Tignes, France |
| 2011 | Los Angeles, USA            | USA Aspen            | Shanghai, China        | Tignes, France |
| 2012 | Los Angeles, USA            | USA Aspen            | Shanghai, China        | Tignes, France |

## Eventos
(Nome Originais dos Eventos)

### Summer X Games
Motocicleta
- Moto X Super X
- Moto X Speed & Style
- Moto X Best Whip
- Moto X Best Trick
- Moto X Freestyle
- Moto X Enduro X
- Moto X Step Up
- Moto X Adaptive

Rally
- Rally Car Racing.
- Rally Car SuperRally.

Skateboard
- Big Air!
- Vert
- Park
- Street
- Best Trick

BMX
- Freestyle Vert
- Freestyle Park
- Freestyle Street
- Freestyle Big Air

### Winter X Games
Esqui
- Big Air
- Slopestyle
- SuperPipe
- Skier X
- Monoski

Snowboard
- Big Air
- Slopestyle
- SuperPipe
- Snowboard X
- Best Method

Snowmobile
- Freestyle
- Speed & Style
- Best Trick
- SnoCross

### Eventos Passados
Inline
- Inline Vert
- Inline Street
- Vert Triples
- Inline Speed Skating

BMX
- BMX Freestyle Dirt
- BMX Freestyle Flatland
- BMX Downhill
- BMX Vert Doubles

Outros
- Climbing
- Street Luge
- Surfing
- Downhill Skateboarding
- Moto X Super X
- Wakeboarding
- Skysurfing
- Bungee jumping
- Skateboard Vert Doubles
- Super Motorcross
- Barefoot Waterski Jumping
- Super modified shovel racing

## Campeonato Mundial X Games
Em 16 de Maio até 18 de Maio de 2003, os X Games montaram um evento especial que se chamou de X Games Global Championship, onde 5 continentes (2 países da América Norte) competiram em 11 disciplinas. O evento foi realizado em Alamodome que fica em San Antonio no Texas (onde teve 7 modalidades, como skateboard, BMX e Freestyle Motocross); e em Whistler na Colônia Britanica(onde teve eventos como snowboard e esqui).O Ranking ficou assim:
| Posição | País/Continente | Pontos Gerais |
| ------- | --------------- | ------------- |
| 1       | Canadá          | 276           |
| 2       | EUA             | 145           |
| 3       | Europa          | 142           |
| 4       | Austrália       | 132           |
| 5       | Ásia            | 122           |
| 6       | América do Sul  | 70            |